# Растворимый кофе
Раствори́мый ко́фе — сухой экстракт из кофейных зёрен для получения напитка.

## История
Ещё во время Гражданской войны в США производилась концентрированная смесь кофе, молока и сахара для Армии Союза. Чайная ложка этой смеси под названием Essence of Coffee смешивалась с горячей водой. Напиток имел консистенцию осевой смазки и оказался настолько непопулярным в войсках, что вскоре был снят с производства. Эссенция (сироп для смешивания с горячей водой или тёплым молоком) кофе и цикория торговой марки Camp Coffee была впервые произведена в 1876 году компанией Paterson & Sons Ltd в Шотландии и выпускается до сих пор.
В России коммерческие образцы растворимого кофе были известны в середине XIX века. Так, в тифлисской газете «Кавказ» № 17 за 1852 год предлагается к продаже «новоизобретенный английского приготовления кофе в плитках, совершенно готовый, удобный для употребления в дороге и не подвергающийся порче от холода или теплоты. […] а в бутылках, в роде сиропа […]»[значимость факта?].
В нынешнем виде растворимый кофе был изобретён и запатентован в 1890 году новозеландцем Дэвидом Стренгом (патент № 3518). Также изобретение (в 1901 году) приписывают японскому ученому Сатори Като (Satori Kato), работавшему в Чикаго.
В 1903 году Людвиг Роселиус (Ludwig Roselius) разработал процесс декофеинизации.
В 1906 году английский химик Джордж Констант Вашингтон, живший в Гватемале, разработал первый растворимый кофе, пригодный к массовому выпуску. В 1909 году он вывел на рынок Red E Coffee — первый коммерчески выпускаемый растворимый кофе.
В 1938 году появилась первая действительно широко распространённая марка растворимого кофе — Nescafé, как результат совместных усилий фирмы Nestlé и бразильского правительства, решавших проблему излишков кофе. Продукт быстро набрал популярность в США после Второй мировой войны и затем распространился по всему миру.

## Описание
При изготовлении растворимого кофе кофейные зёрна обжаривают, измельчают и обрабатывают горячей водой. Получившийся концентрированный напиток затем высушивают различными способами:
Порошко́вый или спрей-драйд (англ. spray dried) кофе производят по технологии «сушка распылением». Кофейный экстракт распыляется в потоке горячего воздуха, высыхает и превращается в порошок.
Гранули́рованный или агломерированный[уточнить] кофе производят из порошка, полученного методом распылительной сушки с помощью агрегации, которая представляет собой процесс смачивания порошка для образования гранул.
Сублими́рованный или фриз-драйд (англ. freeze dried «вымороженный») кофе производится по технологии «сушка замораживанием». Замороженные кристаллы кофейного экстракта обезвоживаются возгонкой в вакууме. Этот процесс лучше сохраняет составляющие вещества экстракта, но из-за более энергоёмкой технологии он дороже по сравнению с другими видами растворимого кофе.
Сублимированный продукт сильно отличается по внешнему виду. Одинаковые ровные гранулы имеют карамельный цвет, похожи на кофейные зерна. Они обладают нежным приятным ароматом, не имеют такого резкого запаха, как другие виды.
Известна также по меньшей мере одна марка растворимого кофе в виде концентрированной жидкости.
Содержание кофеина в растворимом кофе обычно меньше, чем в заваренном кофе.
В некоторых марках растворимого кофе, кроме собственно дегидратации, осуществляется ещё и декофеинизация — уменьшение содержания кофеина.